# 프랭스 세그베피아
코시 프랭스 세그베피아(프랑스어: Kossi Prince Segbefia, 1991년 3월 11일 ~ )는 토고의 축구 선수이다. 포지션은 미드필더이며, 현재 소속팀은 투즐라스포르이다. 2011년 9월 4일 보츠와나를 상대로 데뷔전을 치른 후, 토고 축구 국가대표팀에서도 활약하고 있다.